# Barrage de Boukhtarma
Le barrage de Boukhtarma est un barrage situé sur la rivière Irtych au Kazakhstan.

## Description
Sa construction dans les années 1960 a créé le réservoir Boukhtarmal.
Le barrage alimente une centrale hydroélectrique située à 5 kilomètres en amont de la ville de Serebryansk (en).  
La centrale dispose de 9 turbines pour une capacité totale de 738 mégawatts et produit 2,6 milliards de kilowatts-heures par an. 
La centrale est exploitée par Kazzinc (en) dans le cadre d'une concession à long terme.
Elle est intégrée dans le système de production électrique du Kazakhstan et sert durant les pics de production.